# La Força
La Força es una entidad de población española del municipio de Pons, perteneciente a la provincia de Lérida, en la comunidad autónoma de Cataluña.

## Toponimia
El lugar puede aparecer referido con las grafías «La Força» y «La Forsa».

## Historia
Hacia mediados del siglo XIX, el lugar pertenecía al ayuntamiento de El Tossal. Aparece descrito en el octavo volumen del Diccionario geográfico-estadístico-histórico de España y sus posesiones de Ultramar de Pascual Madoz con las siguientes palabras:

FORSA (la): ald. que forma ayunt. con Tosal en la prov. de Lérida (13 horas), part. jud. de Balaguer (7), aud. terr. y c. g. de Cataluña (Barcelona 29), dióc. de Urgel (17): sit. en un elevado monte que en su mayor altura hay un llano de una hora de circunferencia, desde cuyo punto se descubren las peñas de Monserrate y llanos de Urgel; combatida por todos los vientos, y el clima algo frio, es saludable, no padeciéndose otras enfermedades estacionarias que algunos resfriados. Tiene 7 casas distribuidas en dos pelotones, y el ayunt. se reune en una particular; sus hab. se proveen de agua para sus usos de una fuente que mana á temporadas, y de balsas contiguas, unas y otras son de buena calidad: en el lado S. del primer peloton de casas se halla una pequeña capilla, en la cual se celebra misa algunos dias festivos; estando agregada esta ald. á la parr. de Tosal. Confina el térm. N. Tosal; E. Pons; S. Ceró y Castellnou del Gos, y O. Colldelrrat, á 1/2 hora con corta diferencia de cada uno de estos puntos; á la parte mas alta de la montaña, hay dos torres de moros, una en direccion á mediodia, y la otra al lado de O. El terreno fuerte en general, es de inferior calidad, no encontrándose otra montaña que la que lleva el nombre del pueblo. Los caminos de herradura que le cruzan dirijen á Pons, Tosal, Colldelrrat y demas pueblos limítrofes. La correspondencia la reciben de la carteria de Pons todos los dias de mercado. prod.: trigo, centeno, legumbres y vino; se cria ganado lanar y cabrio, y hay caza de perdices, conejos y liebres. comercio: estraccion y venta de los granos sobrantes en los mercados de la v. de Pons. pobl., riqueza y contr. con el ayunt. (V.)
(Madoz, 1847, p. 149)

En 2022, tenía empadronados once habitantes.